# Grumman American AA-5
Le Grumman American AA-5 est une famille d'avions de tourisme conçus et réalisés aux États-Unis. Sa production en série s'est terminée en 2005. Grumman American, son constructeur, est une filiale du groupe américain Gulfstream Aerospace, spécialisé dans l'aviation d'affaires.

## Développement et commercialisation

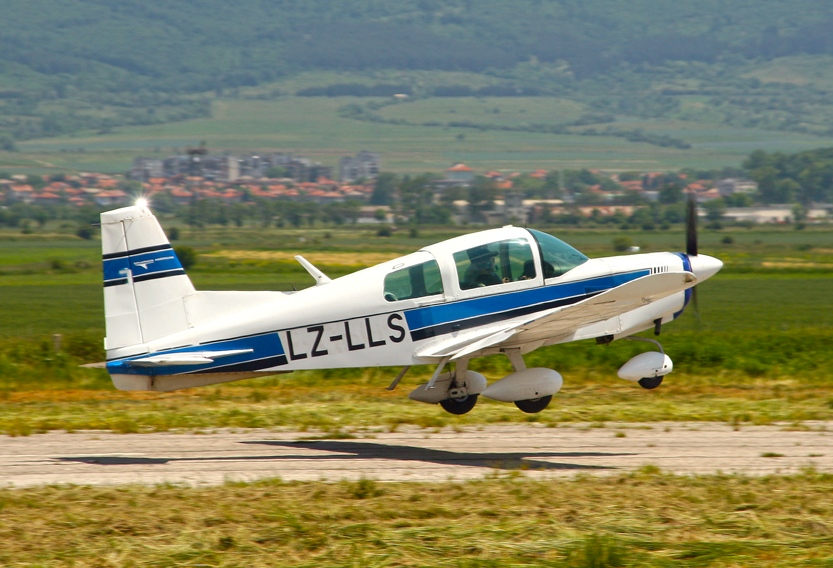
Grumman American AA-5A.

Le Grumman American AA-5 a été développé à partir de 1969 afin de proposer sur le marché aéronautique américain une machine d'aviation générale bon marché, capable de concurrencer les avions construits par Beechcraft et Cessna. Les ingénieurs aéronautiques de l'entreprise prirent le parti de concevoir un avion à aile basse cantilever. Sa motorisation reposait sur un moteur Lycoming O-360 d'une puissance de 150 chevaux, un propulseur répandu à l'époque.
Le vol inaugural de l'avion eut lieu en 1970 et sa certification aéronautique auprès de la Federal Aviation Administration intervint l'année suivante. L'avion fut commercialisé immédiatement.
En 1974 l'AA-5A fit son apparition sur le marché. Il se distinguait de la version d'origine par quelques aménagements, dont un carénage autour du train d'atterrissage fixe, et verrière revue. L'année suivante, en 1975 c'est le modèle AA-5B qui fit son apparition. Il disposait d'une version plus puissante du moteur O-360, portée à 180 chevaux. Une version AA-5C fut envisagée, mais jamais développée. La production de l'avion cessa en 1988.
En 1990 pourtant une licence de production fut accordée à la société américaine Tiger Aircraft pour relancer la production de l'AA-5B, mais sous la désignation AG-5B. Quelques exemplaires seulement furent produits jusqu'en 2005.
L'avion a connu un certain succès aux États-Unis mais aussi en Europe, et notamment en Allemagne, en France, et au Royaume-Uni. Il est à noter que le Costa Rica fut le seul utilisateur militaire de l'avion, en l'occurrence un AA-5A utilisé entre 1981 et 2002 pour des missions de liaisons et de communications.

## Versions
- Grumman American AA-5 : Désignation attribuée à la première version de série de l'avion, construite à hauteur de 821 exemplaires.
- Grumman American AA-5A : Désignation attribuée à la deuxième version de série de l'avion, construite à hauteur de 900 exemplaires.
- Grumman American AA-5B : Désignation attribuée à la troisième version de série de l'avion, construite à hauteur de 1302 exemplaires.
  - Tiger Aircraft AG-5B : Désignation attribuée à une sous-version produite sous licence entre 1990 et 2005 à hauteur de 21 exemplaires.
- Grumman American AA-5C : Désignation attribuée à la quatrième version de série de l'avion, construite à un seul prototype.

Il est à noter que les avions ont reçu les noms de Traveller, Cheetah, et Tiger.

## Aéronefs comparables
- Beagle Pup,
- Beechcraft Musketeer,
- Morane-Saulnier Rallye,
- Piper PA-28 Warrior,

## Sources & références

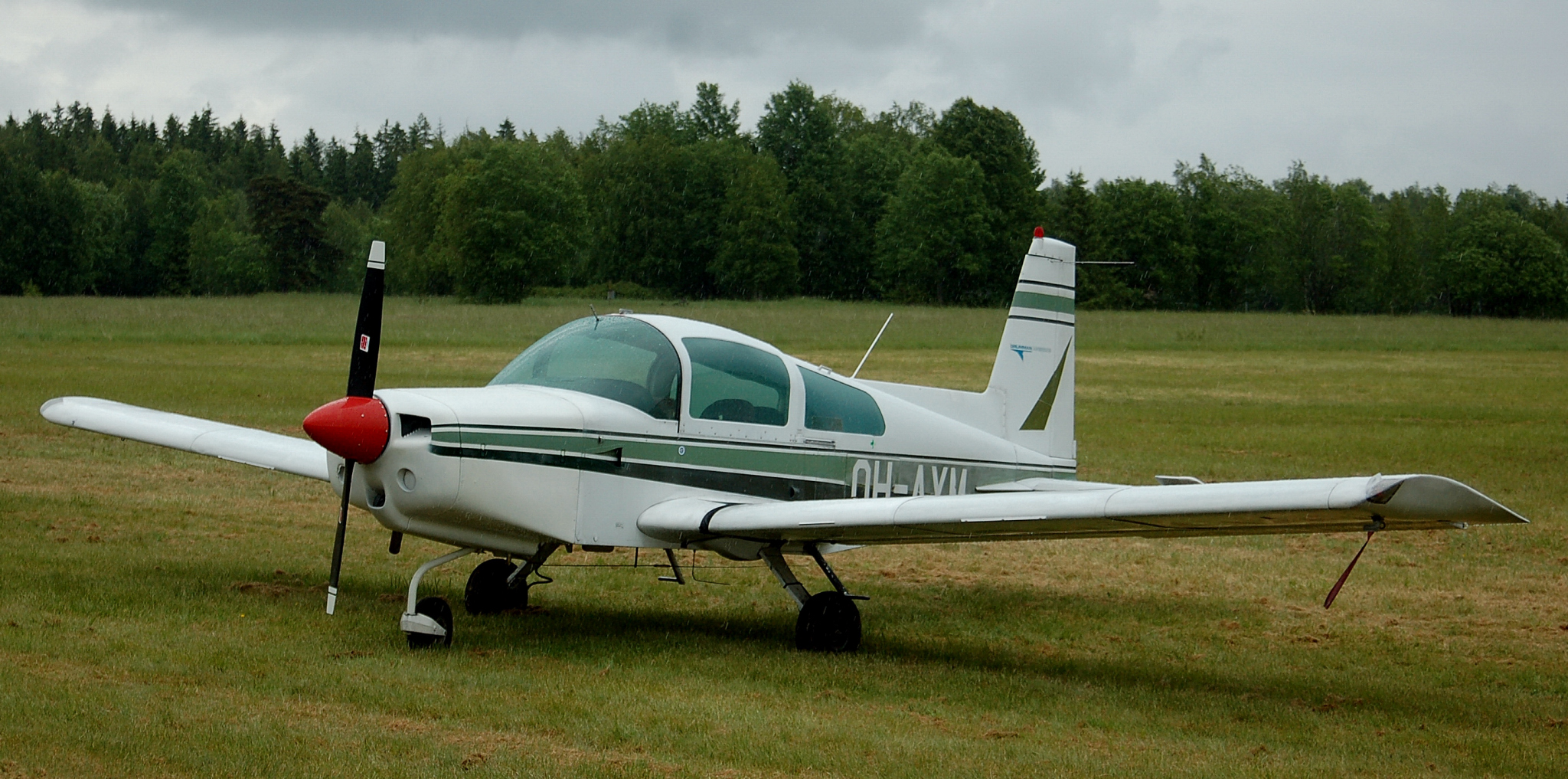
Grumman American AA-5 finlandais.

### Sources Internet
- L'avion sur le site Flugzeuginfo